# Microplitis jiangsuensis
Microplitis jiangsuensis är en stekelart som beskrevs av Xu och He 2000. Microplitis jiangsuensis ingår i släktet Microplitis och familjen bracksteklar. Inga underarter finns listade i Catalogue of Life.